# U Svatého Antonína
U Svatého Antonína är en kulle i Tjeckien.   Den ligger i regionen Vysočina, i den centrala delen av landet, 110 km sydost om huvudstaden Prag. Toppen på U Svatého Antonína är 629 meter över havet.
Terrängen runt U Svatého Antonína är huvudsakligen platt, men åt sydväst är den kuperad.Runt U Svatého Antonína är det ganska tätbefolkat, med 207 invånare per kvadratkilometer. Närmaste större samhälle är Jihlava, 7,6 km öster om U Svatého Antonína. I omgivningarna runt U Svatého Antonína växer i huvudsak blandskog.